# Bass małogębowy
Bass małogębowy (Micropterus dolomieu) – słodkowodna, drapieżna ryba okoniokształtna z rodziny bassowatych. Poławiana przez wędkarzy.
Występowanie: Ameryka Północna. Introdukowany do wielu państw dla sportowego połowu ryby.
W naturze osiąga od 30 do 40 cm długości. Liczba łusek w linii nabocznej 72-78.
Żywi się głównie bezkręgowcami.